# Olympische Winterspiele 2022/Snowboard/Qualifikation
Der folgende Artikel beschreibt die Qualifikation im Snowboard für die Olympischen Winterspiele 2022.

## Qualifikationsnormen
Insgesamt stehen 238 Quotenplätze (119 pro Geschlecht) für die Snowboardwettbewerb zur Verfügung (119 Männer und 119 Frauen). Pro Nation dürfen insgesamt maximal 26 Athleten an den Start gehen. Dabei maximal 14 pro Geschlecht. Insgesamt acht Quotenplätze (einer pro Disziplin) sind für die Gastgebernation reserviert. Um an einer Disziplin starten zu dürfen, muss der Athlet eine Mindestanzahl von FIS-Punkten sowie eine Top-30-Platzierung bei einem Weltcup-Event während der Qualifikationsperiode (1. Juli 2019 oder 2020 im Parallel-Riesenslalom bis 16. Januar 2022) oder bei den Snowboard-Weltmeisterschaften 2021 vorweisen können. Für den Mixed-Wettkampf im Snowboardcross qualifizieren sich 16 Nationen.
| Disziplin             | Männer | Frauen | Minimum FIS-Punkte |
| --------------------- | ------ | ------ | ------------------ |
| Big Air/Slopestyle    | 30     | 30     | 50,00              |
| Halfpipe              | 25     | 25     | 50,00              |
| Parallel-Riesenslalom | 32     | 32     | 100,00             |
| Snowboardcross        | 32     | 32     | 100,00             |
| 238 Quotenplätze      | 119    | 119    |                    |

Die Wettkämpfe Big Air und Slopestyle haben kombinierte Quotenplätze.

## Vergabe von Quotenplätzen
Mit Ende des Qualifikationszeitraums am 16. Januar 2022 erfolgt die Vergabe der Quotenplätze anhand einer Liste, die alle Ergebnisse der Weltcups von Juli 2019 sowie der Snowboard-Weltmeisterschaften 2021 berücksichtigt. Die Startplätze werden an die NOKs vergeben. Sobald ein NOK das Maximum von 4 Quotenplätzen bei einer Disziplin erreicht hat, werden die weiteren gewonnenen Quotenplätze nicht mehr bei der Vergabe berücksichtigt. Wenn ein NOK die Gesamtzahl von 14 Athleten pro Geschlecht oder 26 Athleten insgesamt überschreitet, liegt es an diesem NOK, bis zum 18. Januar 2022 auszuwählen welche Quotenplätze es beansprucht. Alle nicht beanspruchten Quotenplätze werden dann neu vergeben. Slopestyle und Big Air werden als eine Disziplin gezählt.

### Verteilung der Quotenplätze für den Snowboardcross-Mixed-Wettkampf
Teilnahmeberechtigt für den Snowboardcross-Mixed-Wettkampf sind alle Nationen, die mindestens einen Athleten pro Geschlecht in den Einzelwettkämpfen stellen. Sollten weniger als 16 Nationen die erforderliche Anzahl von Athleten haben, erhalten NOKs, die entweder einen weiteren männlichen oder weiblichen Teilnehmer benötigen, einen zusätzlichen Quotenplatz, um teilnehmen zu können.

### Zusätzliche Teilnahme für bereits qualifizierte Sportler
Die Halfpipe-Wettkämpfen sind pro Geschlecht auf 25 Quotenplätze begrenzt. Athleten, die sich im Slopestyle oder Big Air qualifiziert haben und die Qualifikationsnorm in der Halfpipe erfüllt haben, können jedoch ebenfalls antreten, wobei die Gesamtanzahl auf maximal 30 Athleten pro Geschlecht erhöht wird. Ebenso können die Slopestyle- und Big Air-Wettkämpfe Athleten umfassen, die sich in der Halfpipe qualifiziert haben, solange auch hier die Gesamtzahl von 30 Athleten pro Geschlecht nicht überschritten werden darf. 

### Quotenplätze für das Gastgeberland
Wenn China als Gastgeber nicht mindestens einen Quotenplatz in jeder Disziplin erreicht hat, hat es innerhalb der vorgeschriebenen Höchstgrenzen Anspruch auf einen Quotenplatz, sofern der Athlet die Qualifikationsnorm erfüllt hat.

## Übersicht
| NOK                | Männer | Männer | Männer | Männer | Frauen | Frauen | Frauen | Frauen | Mixed | Gesamt |
| NOK                | HP     | PRS    | SC     | SS/BA  | HP     | PRS    | SC     | SS/BA  | SC    | Gesamt |
| ------------------ | ------ | ------ | ------ | ------ | ------ | ------ | ------ | ------ | ----- | ------ |
| Andorra            |        |        |        |        |        |        | 1      |        |       | 1      |
| Australien         | 2      |        | 4      | 1      | 1      |        | 2      | 1      | X     | 11     |
| Belgien            |        |        |        |        |        |        |        | 1      |       | 1      |
| Bulgarien          |        | 1      |        |        |        |        |        |        |       | 1      |
| China              | 3      | 1      | 1 0    | 1      | 4      | 2      | 1      | 1      |       | 13     |
| Deutschland        | 3      | 3      | 3      | 2      | 1      | 4 3    | 1      | 1      | X     | 17     |
| Finnland           |        |        |        | 2      |        |        |        | 2      |       | 4      |
| Frankreich         | 1      |        | 3      |        |        |        | 4      | 1      | 2X    | 9      |
| Großbritannien     |        |        | 1      |        |        |        | 1      | 1      | X     | 3      |
| Irland             | 1      |        |        |        |        |        |        |        |       | 1      |
| Italien            | 2      | 4      | 4      | 1      |        | 2      | 4      |        | 2X    | 17     |
| Japan              | 4      | 1 0    | 1      | 4      | 4      | 2      | 1      | 4      | X     | 20     |
| Kanada             | 1      | 3      | 3      | 4      | 2      | 3      | 4      | 4 3    | 2X    | 23     |
| Kroatien           |        |        |        |        |        |        |        | 1      |       | 1      |
| Malta              |        |        |        |        | 1      |        |        |        |       | 1      |
| Neuseeland         | 1 0    |        |        | 1      |        |        |        | 2      |       | 3      |
| Niederlande        |        |        | 1      | 1      |        | 1      |        | 1      |       | 4      |
| Norwegen           |        |        |        | 3      |        |        |        | 2 1    |       | 4      |
| Österreich         |        | 4      | 4      | 1      |        | 4 3    | 1      | 1      | X     | 14     |
| Polen              |        | 2      |        |        |        | 3      |        |        |       | 5      |
| ROC                |        | 4      | 1      | 1      |        | 4      | 4      |        | X     | 14     |
| Slowakei           |        |        |        |        |        |        |        | 1      |       | 1      |
| Slowenien          | 1      | 3      |        |        |        | 1      |        | 1      |       | 6      |
| Südkorea           |        | 2      |        |        | 2 1    | 1      |        |        |       | 4      |
| Spanien            |        |        | 1      |        | 1      |        |        |        |       | 2      |
| Schweden           |        |        |        | 2      |        |        |        |        |       | 2      |
| Schweiz            | 3      | 3      | 1      | 2      | 3 1    | 4      | 4 3    | 2      | X     | 19     |
| Tschechien         |        |        | 1      |        | 1      | 2      | 2 1    | 1      | X     | 6      |
| Ukraine            |        |        |        |        |        | 1      |        |        |       | 1      |
| Ungarn             |        |        |        |        | 1      |        |        |        |       | 1      |
| Vereinigte Staaten | 4      | 2      | 4      | 4      | 4      |        | 4      | 4      | 2X    | 26     |
| Gesamt: 29 NOKs    | 25     | 32     | 32     | 30     | 22     | 32     | 32     | 30     | 16    | 235    |